# Бабка плямиста
Бабка плямиста, підбере́зник різноба́рвний (Leccinum variicolor) — вид базидіомікотових грибів родини болетові.

## Опис
Шапинка діаметром 5—10 см, півкулеподібна, спочатку суха, потім слабо слизиста. Колір строкатий: на мишачо-сірому або темно-коричневому тлі є довгасті підпалини жовтуватого або світло-сірого кольору. Існують різновиди з цегляно-оранжевим кольором основного фону. Нижня поверхня дрібнопориста, пори білі, потім бежеві або світло-коричневі, при натисканні можуть набувати рожевого відтінку. Споровий порошок світло-коричневий з відтінком кориці, розмір спор 14—20 * 5—6.
Ніжка заввишки 12—18 см, діаметром 2—2,5 см, циліндрична, донизу розширюється, догори витончена, біла з темно-сірими або бурими лусочками. М'якоть щільна, швидко стає рихлою. На зрізі м'якоть шапинки рожевіє, трубочки злегка синіють, ніжка рожевіє або зеленіє, біля основи має сіро-блакитний відтінок. Смак трохи кислуватий, запах слабкий.

## Місця зростання
В основному ростуть під березами, але може зустрічатися під дубами, тополями і ялинами. Зустрічається не дуже часто, як правило, з червня по жовтень.

## Використання
Гриб їстівний, за харчовою цінністю практично рівнозначний з іншими різновидами підберезників. Використовувати найкраще молоді екземпляри в смаженому, сушеному, маринованому вигляді.